# Denisa Manelista
Denisa Manelista, pseudonimo di Denisa Emilia Răducu (Drăgășani, 13 dicembre 1989 – Bucarest, 23 luglio 2017), è stata una cantante rumena soprannominata la "regina delle manele" ("regina manelelor").

## Biografia
Nacque in una famiglia di musicisti di "padre in figlio"; figlia del sassofonista Emilian Răducu e di Geta Dovleac, aveva una sorella, Adelina. Esponente del Manele, stile musicale balcanico che si evolve dalle canzoni d'amore turche, greche, arabe e rumene, viene scoperta da Florin Peşte all'età di 14 anni. Durante la sua breve attività professionale incide numerosi brani anche in collaborazione con artisti nazionali come Nicolae Guță, Liviu e Sorinel Puștiu, Florin Salam, Liviu Mititelu e Sorin Copilul de Aur.
Muore ventisettenne per un arresto cardiorespiratorio in seguito ad un carcinoma epatocellulare.
È sepolta nella tomba di famiglia nel cimitero dell'ex monastero Morunglava a Ștefănești (Vâlcea).

## Discografia parziale

### Album
- Șterge Mamă Lacrima, con Nicu Vesa, AMMA Record (2008)
- Unde ești?, Big Man (2008)
- Iubire floare rara, Best Music (2009)
- Dor de mama 2010, AMMA Record (2010)

### Compilation
- { Guță Denisa Salam }, Big Man (2007)
- Guță și Denisa, Big Man (2008)
- Haideți sus, românilor, Taifasuri Media (2009)
- Trăiesc o poveste, Taifasuri Media (2012)